# 웨인 파이그램

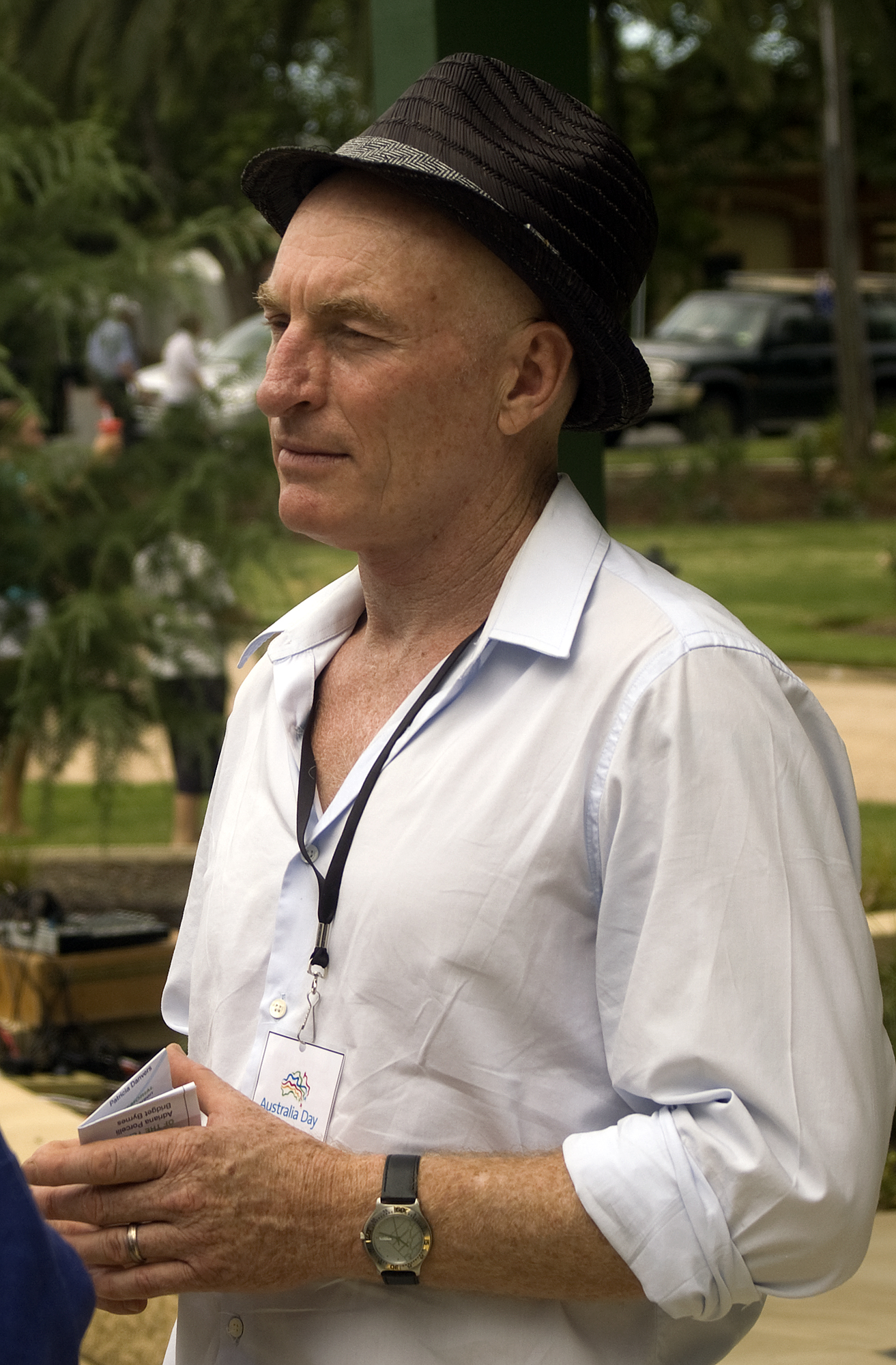

웨인 파이그램(Wayne Pygram, 1959년 10월 13일 ~ )은 오스트레일리아의 배우, 연극 배우, 영화배우, 드럼 연주자, 텔레비전 배우이다.

## 영화
- 스타워즈 에피소드 3 - 시스의 복수 (2005년) - 고버노 타킨 역
- 리스크 (2000년)
- 잃어버린 세계 (1999년)
- 파스케이프 (1999년) - 스코피우스 역
- 올 세인츠 (1998년)
- 팻시 클라인의 노래 (1997년)
- 더 커스토디언 (1993년)
- 블루 라군 2 (1991년)
- 왕이여 안녕 (1989년)
- 홈 앤 어웨이 (1988년) - 이안 우드포드 역